# Witold Marczuk
Witold Tomasz Marczuk (ur. 16 sierpnia 1953 w Lublinie) – polski polityk i urzędnik państwowy, generał brygady SWW, w latach 2005–2006 szef Agencji Bezpieczeństwa Wewnętrznego, w latach 2006–2008 szef Służby Wywiadu Wojskowego.

## Życiorys
Ukończył studia na Wydziale Oceanografii Uniwersytetu Gdańskiego (1977). Pracował jako kierownik ośrodka Polskiego Związku Łowieckiego w Gradowie (1979–1980) i asystent w Akademii Medycznej w Gdańsku (1981–1984). W latach 80. działał w NSZZ „Solidarność”. Po wprowadzeniu stanu wojennego został wraz z Izabellą Lipniewicz tymczasowo aresztowany za wręczenie niezależnego wydawnictwa milicjantom. Był następnie więziony od grudnia 1981 do kwietnia 1983. Po zwolnieniu kontynuował działalność opozycyjną m.in. jako łącznik RKK w Regionie Gdańskim, organizator lokali i kolportażu.
Po 1989 pracował w Kancelarii Senatu. Związał się z Porozumieniem Centrum. W 1991 pełnił funkcję dyrektora departamentu w Biurze Bezpieczeństwa Narodowego kierowanym wówczas przez Lecha Kaczyńskiego.
W 1992 stanął objął kierownictwo nowo powołanego Generalnego Inspektoratu Celnego. Po pół roku został zdymisjonowany przez premier Hannę Suchocką. W 1995 postawiono mu zarzut zaniedbania, na skutek którego Skarb Państwa miał ponieść stratę w wysokości 8 mln zł, jednak w 1999 prokurator umorzył śledztwo przeciwko niemu w tej sprawie.
W latach 1993–1994 doradzał prezesowi Najwyższej Izby Kontroli Lechowi Kaczyńskiemu. Pełnił również funkcję dyrektora Biura Kontroli Telewizji Polskiej. W 1998 ponownie został generalnym inspektorem celnym, zajmował to stanowisko przez okres około pół roku. Po raz trzeci funkcję tę pełnił w 2001. W tym samym roku bez powodzenia kandydował do Sejmu z listy Prawa i Sprawiedliwości.
Po wyborze Lecha Kaczyńskiego na stanowisko prezydenta m.st. Warszawy został mianowany komendantem stołecznej straży miejskiej. 3 listopada 2005 powierzono mu pełnienie obowiązków szefa Agencji Bezpieczeństwa Wewnętrznego. 30 listopada 2005 został szefem tej służby. 12 września 2006 złożył dymisję z zajmowanego stanowiska, a 4 października 2006 powołano go na stanowisko szefa Służby Wywiadu Wojskowego. 16 stycznia 2008 przestał pełnić tę funkcję. W 2007 prezydent Lech Kaczyński mianował go generałem brygady SWW.

## Odznaczenia
Prezydent RP Andrzej Duda w 2016 odznaczył go Krzyżem Oficerskim Orderu Odrodzenia Polski oraz Krzyżem Wolności i Solidarności.